# Tregellasia leucops
A Tregellasia leucops  a madarak osztályának verébalakúak (Passeriformes) rendjébe és a cinegelégykapó-félék (Petroicidae) családjába tartozó faj.

## Rendszerezése
A fajt Tommaso Salvadori olasz ornitológus írta le 1876-ban, a Leucophantes nembe Leucophantes leucops néven. Besorolása vitatott, egyes szervezetek az Eopsaltria nembe sorolják Eopsaltria leucops néven.

## Alfajai
- Tregellasia leucops albifacies (Sharpe, 1882)
- Tregellasia leucops albigularis (Rothschild & Hartert, 1907)
- Tregellasia leucops auricularis (Mayr & Rand, 1935)
- Tregellasia leucops heurni (Hartert, 1932)
- Tregellasia leucops leucops (Salvadori, 1876)
- Tregellasia leucops mayri (Hartert, 1930)
- Tregellasia leucops melanogenys (A. B. Meyer, 1893)
- Tregellasia leucops nigriceps (Neumann, 1922)
- Tregellasia leucops nigroorbitalis (Rothschild & Hartert, 1913)
- Tregellasia leucops wahgiensis Mayr & Gilliard, 1952[1]

## Előfordulása
Új-Guinea szigetén található, Indonézia és Pápua Új-Guinea területén, valamint Ausztrália északkeleti részén a York-félszigeten honos. Természetes élőhelyei a szubtrópusi és trópusi síkvidéki és hegyi esőerdők, valamint cserjések. Állandó, nem vonuló faj.

## Megjelenése
Testhossza 11,5–14,5 centiméter, testtömege 15,3–19,4 gramm.

## Életmódja
Rovarokkal és más kisebb ízeltlábúakkal táplálkozik, de időnként magvakat is fogyaszt.

## Természetvédelmi helyzete
Az elterjedési területe rendkívül nagy, egyedszáma pedig stabil. A Természetvédelmi Világszövetség Vörös listáján nem fenyegetett szerepel.